# Pietersbrug (Edam)
De Pietersbrug is een rijksmonumentale houten ophaalbrug, bestaande uit twee sprieten of armen, in de Noord-Hollandse stad Edam. De brug overspant het Oorgat en ligt tussen de twee kanten van de Voorhaven. De brug is op 15 november 1976 opgenomen in het rijksmonumentenregister onder nummer 14402.
De brug werd op 1 november 2011 grotendeels afgezaagd en voor restauratie afgevoerd. De balans en hameitoren verkeerden in slechte staat en waren aan vervanging toe. Medio september 2013 is de brug weer volledig opgebouwd.